# شاه قاسم (وحدتية)
شاه قاسم (بالفارسية: شاه‌قاسم) هي قرية تقع في إيران في قسم وحدتية الريفي. يقدر عدد سكانها بـ 0 نسمة بحسب إحصاء 2016.